# جانی وارن
 جانی وارن (انگلیسی: Johnny Warren؛ ۱۷ مهٔ ۱۹۴۳ – ۶ نوامبر ۲۰۰۴) یک بازیکن فوتبال اهل استرالیا بود.
وی همچنین در تیم ملی فوتبال استرالیا بازی کرده است.